# Olympische Sommerspiele 2016/Teilnehmer (Malediven)
| Gelbes Symbol für Goldmedaillen mit stilisierten Olympischen Ringen | Graues Symbol für Silbermedaillen mit stilisierten Olympischen Ringen | Braundes Symbol für Bronzemedaillen mit stilisierten Olympischen Ringen |
| ------------------------------------------------------------------- | --------------------------------------------------------------------- | ----------------------------------------------------------------------- |
| —                                                                   | —                                                                     | —                                                                       |

Die Malediven nahmen in Rio de Janeiro an den Olympischen Spielen 2016 teil. Es war die insgesamt achte Teilnahme an Olympischen Sommerspielen. Vom Maldives Olympic Committee wurden vier Athleten in zwei Sportarten nominiert.

## Teilnehmer nach Sportarten

### Leichtathletik
Laufen und Gehen
| Athleten     | Wettbewerb | Vorlauf | Vorlauf | Runde 1       | Runde 1       | Halbfinale    | Halbfinale    | Finale        | Finale        | Rang |
| Athleten     | Wettbewerb | Zeit    | Rang    | Zeit          | Rang          | Zeit          | Rang          | Zeit          | Rang          | Rang |
| ------------ | ---------- | ------- | ------- | ------------- | ------------- | ------------- | ------------- | ------------- | ------------- | ---- |
| Frauen       |            |         |         |               |               |               |               |               |               |      |
| Afa Ismail   | 200 m      | 24,96 s | 65      | ausgeschieden | ausgeschieden | ausgeschieden | ausgeschieden | ausgeschieden | ausgeschieden | 65   |
| Männer       |            |         |         |               |               |               |               |               |               |      |
| Hassan Saaid | 100 m      | 10,43 s | 1       | 10,47 s       | 58            | ausgeschieden | ausgeschieden | ausgeschieden | ausgeschieden | 58   |

### Schwimmen
| Athleten        | Wettbewerb     | Vorlauf     | Vorlauf | Halbfinale    | Halbfinale    | Finale        | Finale        | Rang |
| Athleten        | Wettbewerb     | Zeit        | Rang    | Zeit          | Rang          | Zeit          | Rang          | Rang |
| --------------- | -------------- | ----------- | ------- | ------------- | ------------- | ------------- | ------------- | ---- |
| Frauen          |                |             |         |               |               |               |               |      |
| Aminath Shajan  | 100 m Freistil | 1:05,71 min | 46      | ausgeschieden | ausgeschieden | ausgeschieden | ausgeschieden | 46   |
| Männer          |                |             |         |               |               |               |               |      |
| Ibrahim Nishwan | 50 m Freistil  | 26,72 s     | 71      | ausgeschieden | ausgeschieden | ausgeschieden | ausgeschieden | 71   |